# 社会主义组织者
社会主义组织者（英语：Socialist Organizer）是美国的一个托洛茨基主义组织。该组织起源于1991年社会主义行动的一次分裂，以党刊《社会主义行动》编辑阿兰·本杰明为首的十余人被开除，后来这些人成立了社会主义组织者。该组织曾是第四国际 (重建国际中心)的支部。